# Gare de Saint-Patrice
Gare de Saint-Patrice – przystanek kolejowy w Saint-Patrice, w departamencie Indre i Loara, w Regionie Centralnym, we Francji.
Jest przystankiem kolejowym Société nationale des chemins de fer français (SNCF), obsługiwanym przez pociągi TER Centre.